# 竹塹七子
竹塹七子，在《臺陽詩話》中又作新竹七子，是清朝道光年間活動於臺灣竹塹地區（今新竹市）以新竹北門鄭氏為主的文人集團，他們皆是文人結社「斯盛社」的成員。而根據鄭用錫的詩作，斯盛社是在道光七年七月七日（1827年8月28日），在鄭景南籌組下成立。

## 成員
七子名單一說是分別是鄭用錫、鄭用鑑、郭成金、鄭用銛、鄭如松、劉星槎、鄭士超。林文龍〈「竹塹七子」成員新證──兼談謎樣的進士鄭士超〉一文認為這份名單缺了創社人鄭景南，並認為鄭士超實際上早已遷居廣東陽山，只是因故仍被收入《淡水廳志》選舉表內，故應非竹塹七子成員。